# Río Nuevo
Le río Nuevo (en espagnol) ou New River (en anglais) est une rivière qui prend sa source au Mexique et se jette dans la mer de Salton en Californie.

## Cours et pollution

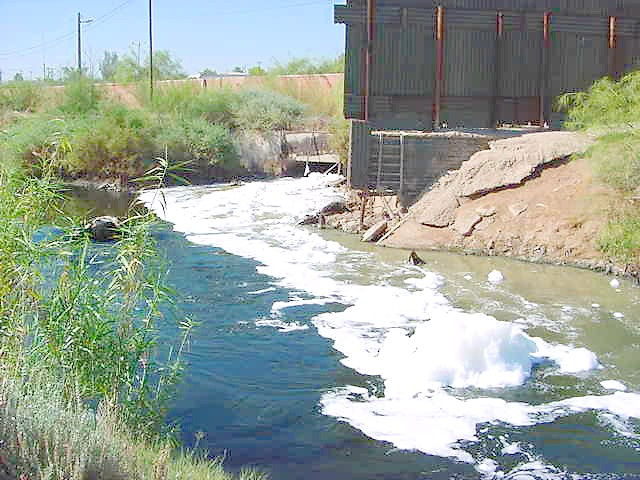
Le río Nuevo à la frontière, véhiculant une pollution composée de mousses et de mélanges toxiques divers mêlés avec des eaux usées provenant du canal international.

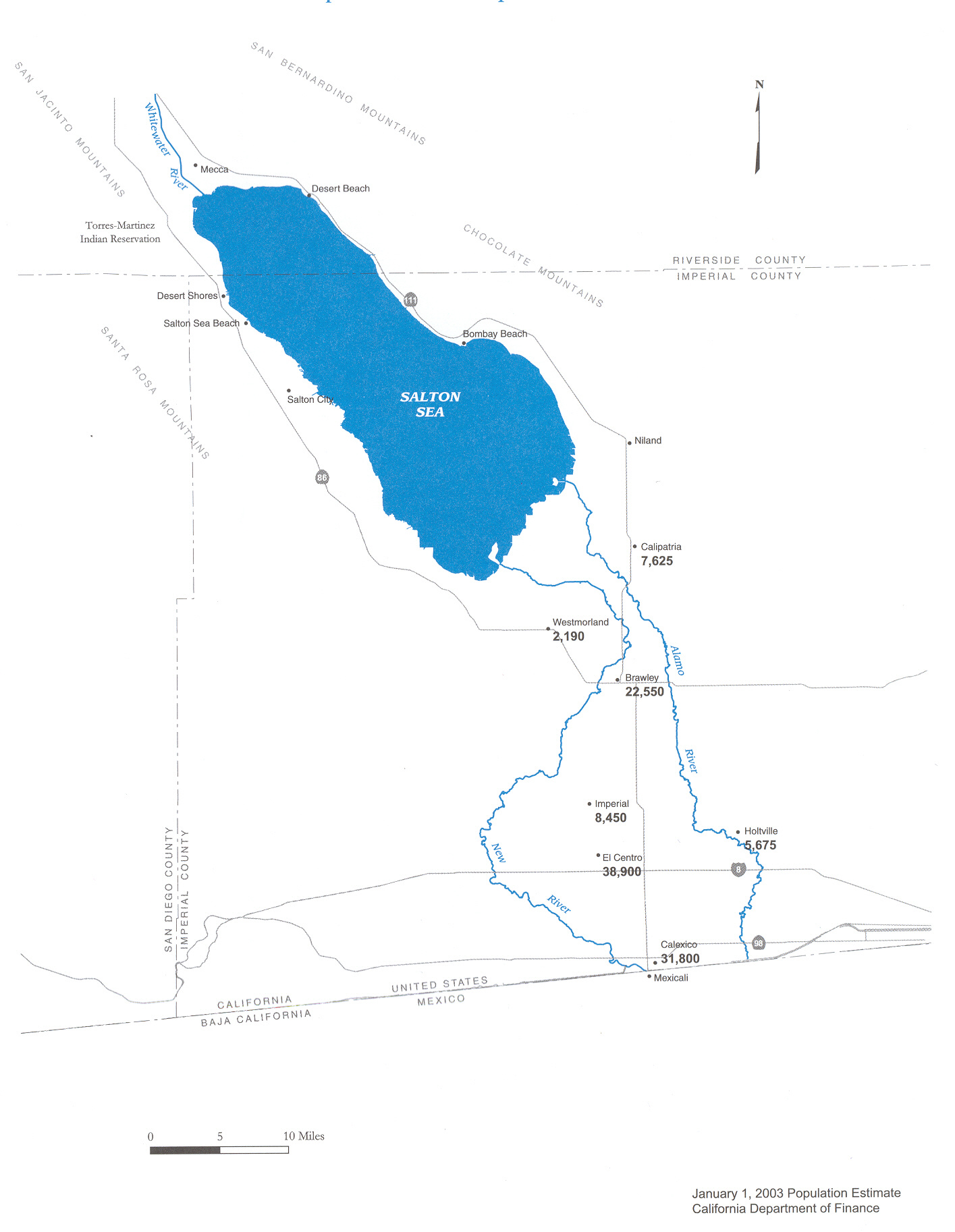
Les cours de la New River et de l'Alamo River aux États-Unis.

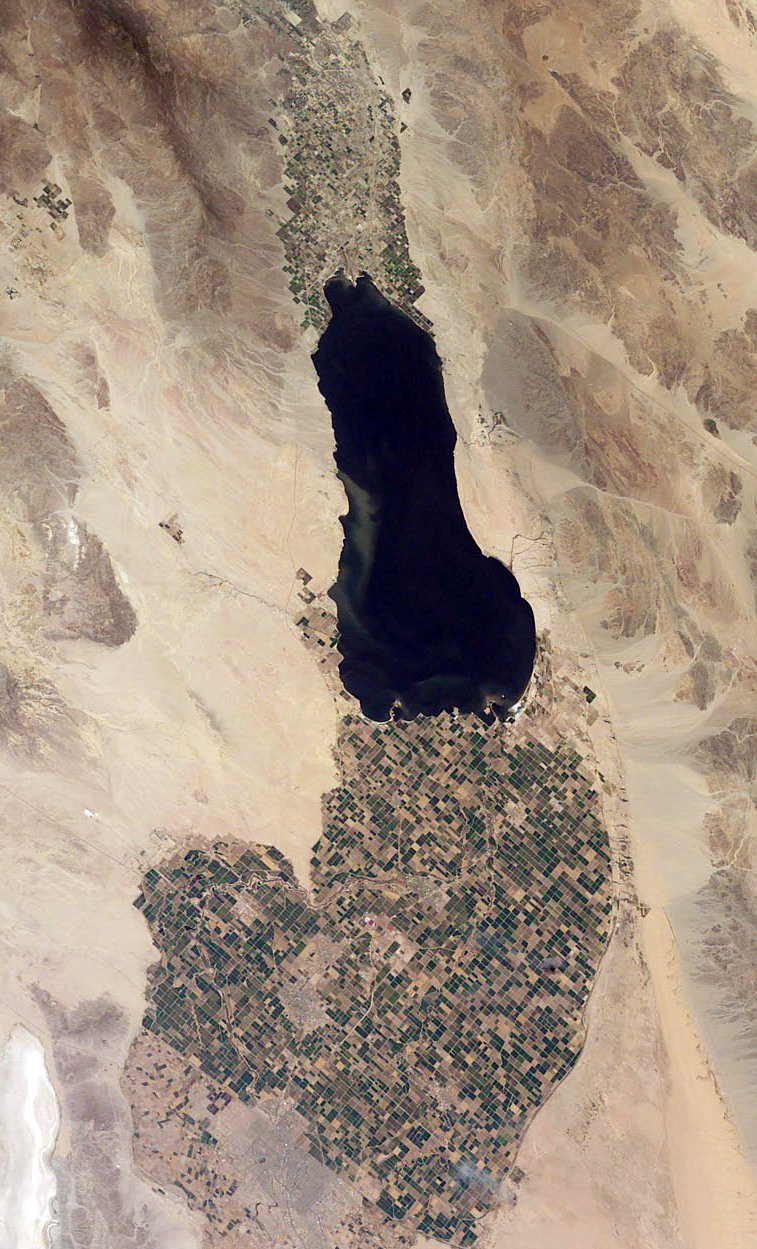
La mer de Salton et ses affluents dans la Vallée impériale, vus de la navette spatiale Shuttle.

Le río Nuevo prend sa source, au Mexique, aux environs du volcan Cerro Prieto (es), dans un lac volcanique qui alimente la station de géothermie de Cerro Prieto.
Le río Nuevo, d'une longueur totale de 125 km, coule vers le Nord traversant la  ville de Mexicali au Mexique après avoir parcouru 25 km à travers la Basse-Californie. Devenu New River, la rivière, entre aux États-Unis à Calexico, et poursuit sa route en traversant Brawley avant de se jeter dans la mer de Salton après avoir parcouru 100 km. Le débit à la frontière est d'environ 6 m3/s, et environ trois fois plus de débit à l'embouchure de la Salton Sea en raison de rejets agricoles recueillis.
Le débit de la New River est composé de déchets de ruissellement des terres agricoles et chimiques provenant de l'irrigation industrie agricole des États-Unis (18,4 %) et du Mexique (51,2 %), des eaux usées de Mexicali (29 %) et des usines de fabrication implantées au Mexique (1,4 %).
Quand la New River traverse la frontière États-Unis/Mexique, près de Calexico, en Californie, la rivière contient un ragoût d'environ 100 contaminants : 
- Des composés organiques volatils,
- Des métaux lourds (dont du sélénium, de l'uranium, de l'arsenic et du mercure),
- Des pesticides (dont du DDT)
- Des BPC.

La voie d'eau est également titulaire des agents pathogènes qui causent la tuberculose, l'encéphalite, la poliomyélite, le choléra, l'hépatite et la fièvre typhoïde. Le niveau de plusieurs de ces contaminants est en violation avec la règlementation de l'United States Environmental Protection Agency, dépassant parfois et les normes de plusieurs centuples. 

Les coliformes fécaux sont à des niveaux de 100 000 à 16 millions de colonies par millilitre au poste frontière (peut-être plus, car c'est le seuil de capacité de mesure), niveaux bien au-dessus de la limite américano-mexicaine qui est de 240 colonies.
Les effets combinés de l'augmentation, des afflux très pollués de la New River et du ruissellement agricole ont abouti à des niveaux élevés de bactéries et des proliférations d'algues dans la mer de Salton.
L'absence de courant a augmenté la salinité d'environ 1 % par an. En 1986, en raison des niveaux élevés de sélénium, il était conseillé au public de limiter la consommation de poisson de la Salton Sea en raison des risques pour la santé. 

L'augmentation de température de l'eau, la salinité et les niveaux de bactéries conduit à morts massives de poissons comme en 1992, 1994, 1996, 1999, 2006 et 2008, créant ainsi des aires de reproduction idéales pour le botulisme, le choléra et la maladie de Newcastle, qui a également conduit à des épidémies massives de grippe aviaire d'épizooties de 1992 à 2008.

Actuellement, la Salton Sea a une salinité de 4,4 % (4,4 parties par 100), ce qui la rend plus salée que l'eau de l'océan (3,5 % pour le Pacifique), et de nombreuses espèces de poissons ne sont plus capables de se reproduire ou à survivre avec un tel taux. On suppose désormais que le tilapia est peut-être la seule espèce de poissons à pouvoir y persister pendant un temps limité. 

Sans actions de traitement, la mer va probablement augmenter la toxicité, restant un piège écologique pour les espèces aviaires.

## Principaux affluents
- Le Pinto Wash qui prend sa source au Mexique et rejoint la New River aux États-Unis.
- Le Coyote Wash qui prend sa source et rejoint la New River aux États-Unis.

## Historique
Le lit de la rivière existe depuis les temps préhistoriques, mais la rivière actuelle a été formée lors des inondations massives qui ont créé la Salton Sea, à la suite d'un effondrement de digues. À l'automne 1904, de fortes pluies et la fonte des neiges ont fait gonfler le fleuve Colorado qui a débordé dans le canal Alamo (en), conduisant à des effondrements de digues et à l'inondation de la Vallée impériale.

L'afflux soudain de l'eau et de l'absence de drainage du bassin ont abouti à la formation de la mer de Salton, un secteur qui a souvent été inondé auparavant. Près de deux ans de travaux ont été nécessaires pour pouvoir contrôler le débit du fleuve Colorado et arrêter l'inondation, mais la rivière qui était barrée au début de 1907 a repris son cours normal. L'inondation a considérablement élargi les canaux de la New River et de l'Alamo River.
Aujourd'hui, le débit de la rivière n'est pas naturel. Il est principalement composé des eaux de ruissellement agricoles, des rejets municipaux et de rejets industriels. La rivière a été désignée comme le fleuve le plus gravement pollué aux États-Unis.
 
Plusieurs projets ont commencé à réduire et à atténuer les niveaux de pollution dans la rivière, y compris l'amélioration des infrastructures de traitement des eaux.
Bien que la documentation complète de la pollution d'avant 1960 ne soit pas disponible, les dossiers montrent que la New River est identifiée comme un problème important de pollution de l'eau depuis les années 1940. Les concentrations de coliformes fécaux étaient tellement élevées qu'on sentait une puanteur énorme lors de l'entrée aux États-Unis. En vertu des dispositions du traité de 1944 avec le Mexique, les gouvernements des États-Unis et du Mexique sont convenus d'accorder une attention particulière pour trouver une solution aux problèmes d'assainissement tout le long de la frontière. La International Boundary and Water Commission (en) (IBWC) a été autorisé par les deux gouvernements à étudier la pollution du rio Nuevo en provenance du Mexique.
Des études menées en 1947 et 1948 pour corriger le problème de la pollution de la New River a abouti à la recommandation de l'IBWC que construire une usine de traitement des eaux usées commune aux villes de Calexico et Mexicali était nécessaire sur le territoire des États-Unis.
L'explosion de l'augmentation de la population de Mexicali dans les années 1970 a augmenté les niveaux de pollution en raison d'une infrastructure d'égouts insuffisante. Dans les décennies 1980 et 1990, les Mexicains ont fait plusieurs tentatives de dépollution du fleuve.
Depuis l'adoption de l'Accord de libre-échange nord-américain (ALENA) dans les années 1990, la production industrielle est devenue un contributeur de plus en plus important à la pollution de la rivière. Le Mexique, relativement laxiste sur les réglementations environnementales concernant les usines de fabrication ou maquiladoras, a permis d'utiliser la New River comme un système d'évacuation des déchets industriels et agricole. Mexicali compte plus d'une centaine de maquiladoras.
Dans les années 1990, un projet commun a été mis en œuvre pour améliorer l'infrastructure des eaux usées de Mexicali. Le projet de traitement des eaux usées et de rénovation des équipements de Mexicali, d'un coût de plus de 50 millions de dollars, payé à 55 % par l'Environmental Protection Agency, ne permet toujours pas de traiter tous les rejets de déchets dans la rivière. Les deux pays n'ont pas encore pris le temps de s'attaquer à la pollution résiduelle qui affecte le Mexique et qui est transportée à travers la frontière par l'Imperial Valley puis déposée dans la mer de Salton.

## Environnement
La puanteur de la New River près de la frontière est souvent insupportable, en particulier la nuit ou l'été, lorsque la température atteint environ 50 °C. La New River est si polluée que les techniciens portent habituellement deux séries de gants, de tabliers et d'autres vêtements de protection lors des analyses d'eau. Avec les pneus usagés, les déchets, les cadavres d'animaux et autres déchets provenant des zones résidentielles et du centre-ville de Calexico, les moustiques et autres parasites se développent durant la saison estivale. Tous ces facteurs élèvent le risque de contagion.
Des dizaines de clandestins sont également exposés, car ils utilisent la rivière pour entrer aux États-Unis. Ceux qui réussissent à traverser ne reçoivent que rarement des soins médicaux appropriés ou de dépistage. Porteurs de maladies provenant de la New River ils prennent souvent des emplois dans les industries de services agricoles ou alimentaires, qu'ils véhiculent ensuite dans leurs diverses destinations en Californie ou à travers les États-Unis. Le problème de la pollution devrait s'aggraver si la population de Mexicali, d'environ 1,3 million d'habitants, continue à se développer sans infrastructure adéquate.
En 2006, grâce à un autre projet binational, Mexicali a pu terminer la construction d'une seconde installation de traitement d'eau pour traiter, quotidiennement, les 76 000 m3 d'eaux usées brutes ou partiellement traitées, déversés dans la rivière.

## Futur
Selon le Colorado River Regional Water Quality Control Board, une fois que l'usine de traitement des eaux usées sera pleinement opérationnelle, elle pourra traiter, chaque jour, les 38 000 à 76 000 m3 d'eaux usées brutes déversées dans la New River. Bien que cela devrait se traduire par une meilleure qualité de l'eau mesurable de la New River à la frontière, en particulier en ce qui concerne les agents pathogènes et des nutriments, les projets binationaux ne parviennent pas à régler d'autres problèmes qui ont des impacts négatifs importants sur la qualité de l'eau de la New River à la frontière. Plus précisément, les projets ne traitent pas des déversements sauvages d'ordures dans la New River et ses affluents, les nutriments et les pathogènes des lagunes, du traitement des eaux usées de Mexicali, des rejets non traités ou partiellement traités de déchets industriels, du ruissellement agricole de la vallée de Mexicali, et des eaux de ruissellement urbain de la municipalité.
Par ailleurs, le Mexique a l'intention de récupérer l'effluent de l'usine de traitement pour irriguer ses coulées vertes. Cela se traduira par une baisse de débit de 76 000 m3 par jour de la New River à la frontière. Cette perte de débit, couplée avec les 38 000 m3 par jour qui seront utilisés par InterGen et les plantes Sempra Energy Power ainsi que d'autres projets et le transfert d'eau entre Imperial Irrigation District et l'Autorité San Diego County Water aura des effets dévastateurs sur la qualité de l'eau de mer de Salton.